# Papareschi
La casata dei Papareschi (in origine anche De Papa) è stata una famiglia patrizia romana.

## Storia
Le origini della famiglia vengono attribuite a Gregorio Papareschi, cardinale diacono del titolo di Sant'Angelo in Pescheria (dal 1116) e nel 1130 salito al soglio con il nome di  Innocenzo II fino al 1143, data della sua morte. Tuttavia sembra ormai accertata l'ampia e antica ramificazione, già nel XIII secolo, del gruppo parentale trasteverino cui apparteneva questa famiglia.
La famiglia sin dalle origini resta sempre legata alla chiesa di Santa Maria in Trastevere, diversi membri della famiglia ne furono proprio cardinali. Dopo la morte di Innocenzo II il casato assunse un ruolo importante nella vita di Roma, attribuitegli dai matrimoni importanti, come il matrimonio tra Purpura Papareschi (nipote di Innocenzo) e con Pietro prefetto di Roma. Non solo con matrimoni fu sancito il lignaggio della famiglia, ma anche con cariche ecclesiastiche, come Giovanni Saraceno che diventò arcivescovo di Bari e Canossa nel regno di Sicilia, non solo, fu cardinale di Santa Maria in Trastevere Guido de Papa. La famiglia ha occasione di grande vanto quando nel XII più precisamente nel 1188 Giovanni di Guido de Papa diventa senatore di Roma.
Nel duecento la casata si scinde in due rami, i Papareschi o de Papa e la casata de Cardinale. Il casato Papareschi con l'andare del tempo si estinse dando vita ad altre casate, tra cui i Bonaventura e i Romani, e si presume anche quella dei Mattei e Papi.

## Membri importanti

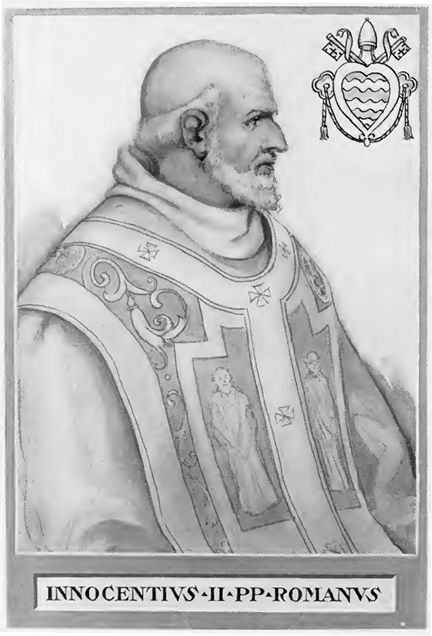
Papa Innocenzo II

- Gregorio Papareschi, cardinale di Sant'Angelo in Pescheria, divenuto papa con il nome di Innocenzo II.
- Pietro Papareschi, cardinale vescovo  di Albano.
- Giovanni di Guido de Papa, senatore di Roma nel 1188.
- Guido de Papa, cardinale di Santa Maria in Trastevere e vescovo di Palestrina.
- Giovanni di Guido de Papa, podestà di vari comuni italiani, tra cui Perugia, Viterbo, Todi, Firenze, Grosseto e Faenza.
- Guido de Papa, podestà di Assisi.
- Romano Bonaventura, cardinale di Sant'Angelo in Pescheria.
- Bonaventura Papareschi, podestà di Viterbo nel 1255.